# League of Gods
League of Gods (em cnhinês: 3D封神榜), é um filme honconguês de 2016, dirigido por Koan Hui e Vernie Yeung, baseado no romance da Dinastia Ming (Fengshen Yanyi). O filme é estrelado por  Xu Zhonglin,  Jet Li, Tony Leung, Fan Bingbing, Louis Koo, Huang Xiaoming, Angelababy, Wen Zhang, e Jacky Heung. Foi lançado na China em 29 de julho de 2016.

## Elenco
- Jet Li, como Jiang Ziya
- Fan Bingbing, como Daji
- Louis Koo, como Shen Gong Bao
- Huang Xiaoming, como Erlang Shen
- Angelababy, como Lan Die
- Tony Leung Ka-fai, como Rei Zhou
- Jacky Heung, como Leizhenzi
- Wen Zhang, como Nezha
- Xu Qing, como Taiyi Zhenren[5]
- Zu Feng, como King Ji Chang[5]
- Andy On, como Rei Ji Fa[5]
- Wang Zipeng, como Ji Ping[5]
- Li Xiaobo, como Ji General[5]
- He Jude, como Dun Di[5]
- Waise Lee, como Ao Guang[5]

## Produção
O filme teve o seu orçamento de 300 milhões de HKB. A fotografia principal começou em 21 de janeiro de 2015. A atriz Cecilia Cheung havia sido escolhida para interpretar o papel de Nezha, porém, foi  demitida do grupo devido o seu mau comportamento, sendo substituido pelo ator Wen Zhang.

## Lançamento
O filme foi lançado em 28 de julho de 2016 na Austrália e em Nova Zelândia; logo depós em Canada, China e Estados Unidos.

## Bilheteria
A série teve o seu faturamento de 283 milhões de dólares em todo mundo